# Петров, Иван Андреевич
Иван Андреевич Петров (19 сентября 1898 — 10 февраля 1954) — советский военачальник. Командующий 3-й сапёрной армии (1942), генерал-лейтенант инженерных войск (1943).

## Биография

Могила Петрова на Новодевичьем кладбище Москвы

Иван Петров родился 19 сентября 1898 года в деревне Дорофейки (ныне — Торжокский район Тверской области). 
Участник Первой мировой войны (унтер–офицер).
В 1917 году вступил в отряд Красной гвардии в Петрограде. В 1918 году пошёл на службу в Рабоче-крестьянскую Красную Армию. Участвовал в боях Гражданской войны.
В годы Великой Отечественной войны Петров командовал инженерными войсками Сталинградского, Южного, 4-го Украинского фронтов. 
С февраля по апрель 1942 года — командующий 3-й сапёрной армией. 
В 1943 году присвоено воинское звание генерал-лейтенант инженерных войск.
После окончания войны Петров продолжил службу в Советской Армии, работал в Министерстве обороны СССР. 
Скончался 10 февраля 1954 года, похоронен на Новодевичьем кладбище Москвы.
Награждён двумя орденами Ленина, тремя орденами Красного Знамени, орденами Кутузова 2-й степени и Красной Звезды, рядом медалей.